# Камарінеський землетрус (1628)
Камарінеський землетрус 1628 року стався у Камарінес (Camarines) на Філіппінах у 1628 році. Спостерігалося чотирнадцять шоків-землетрусів. Точна дата землетрусу невідома. Національний центр геофізичних даних США описує шкоду, як «важка» і загальне число будинків, пошкоджених як «багато».